# 永川窄轨铁路
永川窄轨铁路是一条重庆市永川区的电气化运煤铁路，轨距762mm，正线全长约35km，起于成渝线双石桥站煤台，经双石、大涧口、一六四、红炉、永川煤矿、七井等场镇居民点，终到七井双河口水库附近。
铁路在永川煤矿建矿初期建设，2017年由于矿业资源逐渐枯竭，铁路所在永荣镇政府提出重新改造铁路，弱化其运输功能，成为供游人参观、体验“乡村时光·慢生活”的宝贵旅游资源的策划，2020年，铁路拆除。

## 相关连接
- 窄轨重载—重庆永川小火车 哔哩哔哩 （页面存档备份，存于）